# Hvolsvöllur
Hvolsvöllur er en lille bygd med 822 indbyggere (2007) i det sydlige Islands i kommunen Rangárþing eystra, 106 km sydøst for Reykjavík ved Hringvegur (ringvejen) omgivet af grønne enge, bakker og fjelde, gletsjere og vulkaner, elve og Atlanterhavet
Hvolsvöllurs indbyggere lever hovedsagelig af turisme, let industri, handel og service for de omkringliggende landdistrikter som har ca. 700 indbyggere. Hotel Hvolsvöllur har åbent hele året.
Rangárþing eystra Kommune i regionen Suðurland ligger ved Hringvegur (ringvejen), har et areal på 1.841 km² og 1762 indbyggere (2009) blev den 16. marts 2002 dannet af de tidligere landkommuner Austur-Eyjafjallahreppur, Vestur-Eyjafjallahreppur, Austur-Landeyjahreppur, Vestur-Landeyjahreppur, Fljótshlíðarhreppur og Hvolhreppur. Kommunens største bygder er Hvolsvöllur og Skógar.
I nærheden af Hvolsvöllur ligger der en flyveplads med regelmæssig flyforbindelse til Heimaey. Fra Hvolsvöllur kan man køre til Þórsmörk, et område under gletsjeren Mýrdalsjökull.
Bebyggelsen begyndte 1930 med åbningen brugsforeningen Kaupfélag Hallgeirseyjar.
Turistcentret rummer blandt andet, café, turistinformation, handelsmusaeum, galleri, koncertsal og Islands sagamuseum der skildrer de vigtigste hændelser i den islandske saga.
I nærheden af bygden ligger den historiske gård Stórólfshvoll, som er kendt for at være stedet hvor det kendte saga "Brennu Njáls saga" foregik.
Den 20. marts 2010 skete der mellem gletsjerne Eyjafjallajökull og Mýrdalsjökull ved Fimmvörðuháls et vulkanudbrud og beboerne fra omegnsgårdene var i en kort periode evakueret i Hvolsvöllur.